# Еклекто
Еклекто или Арапли (на гръцки: Εκλεκτό, на катаревуса: Εκλεκτόν, до 1954 година Αραπλίον, Араплион) е село в Гърция, дем Места (Нестос), административна област Източна Македония и Тракия. 

## География
Еклекто е разположено на 140 m надморска височина северно от село Диалекто (Беклеме), на десния бряг на Места (Нестос).

## История
Селото вероятно е било чифлик. В 20-те години тук са заселени гърци бежанци.
Селото е част от дем Саръшабан по закона Каподистрияс от 1997 година. С въвеждането на закона Каликратис, Еклекто става част от дем Места.
Според преброяването от 2001 година има 0 жители, а според преброяването от 2011 година има 2 жители.
Населението традиционно отглежда тютюн и жито.
| Година    | 1913 | 1920 | 1928 | 1940 | 1951 | 1961 | 1971 | 1981 | 1991 | 2001 | 2011 | 2021 |
| --------- | ---- | ---- | ---- | ---- | ---- | ---- | ---- | ---- | ---- | ---- | ---- | ---- |
| Население |      |      | 183  | 150  | 133  | 106  | 52   | 8    | 8    | 0    | 2    | 2    |